# Pom Klementieff
Pom Alexandra Klementieff (Quebec City, 3 mei 1986) is een Frans actrice. Ze speelde vooral in Franstalige films en kreeg in 2017 bij het grotere publiek naamsbekendheid door haar rol als Mantis in de Marvel Cinematic Universe-films Guardians of the Galaxy Vol. 2 (2017), Avengers: Infinity War (2018), Avengers: Endgame (2019), Thor: Love and Thunder (2022), The Guardians of the Galaxy Holiday Special (2022) en Guardians of the Galaxy Vol. 3 (2023).

## Levensloop
Klementieff is een dochter van een Koreaanse moeder en een Frans-Russische vader. Het gezin woonde in Japan en Ivoorkust voordat het zich in Frankrijk vestigden. Hier kreeg Klementieff in 2007 haar eerste acteerklus in de Franse film Après lui waar ze de rol van Emilie speelde. Klementieff speelde voor het eerst een hoofdrol in de Franse film Loup waar ze de rol van Nastazya vertolkte. Hierna speelde ze in meer Franstalige films.
In 2013 maakte Klementieff haar Hollywooddebuut in de film Oldboy. Na deze rol verhuisde ze naar Los Angeles om daar verder aan haar carrière te werken. In 2017 kreeg Klementieff naamsbekendheid bij het grote publiek dankzij de rol van Mantis die ze vertolkt in de Marvel Cinematic Universe. Ze is onder andere te zien in Guardians of the Galaxy Vol. 2 (2017), Avengers: Infinity War (2018), Avengers: Endgame (2019), Thor: Love and Thunder (2022), The Guardians of the Galaxy Holiday Special (2022) en Guardians of the Galaxy Vol. 3 (2023).

## Filmografie

### Film
| Jaar | Productie                                     | Rol                      |
| ---- | --------------------------------------------- | ------------------------ |
| 2007 | Après lui                                     | Emilie                   |
| 2009 | Loup                                          | Nastazya                 |
| 2011 | Love Lasts Three Years                        | Julia                    |
| 2012 | Porn in the Hood                              | Tia                      |
| 2013 | Oldboy                                        | Haeng-Bok                |
| 2015 | Hacker's Game                                 | Loise                    |
| 2017 | Ingrid Goes West                              | Harley Chung             |
| 2017 | Newness                                       | Bethany                  |
| 2017 | Guardians of the Galaxy Vol. 2                | Mantis                   |
| 2017 | Alteration                                    | Elsa                     |
| 2018 | Avengers: Infinity War                        | Mantis                   |
| 2019 | Avengers: Endgame                             | Mantis                   |
| 2019 | Uncut Gems                                    | Lexus                    |
| 2019 | The Addams Family                             | Layla & Kayla (stem)     |
| 2021 | Thunder Force                                 | Laser                    |
| 2021 | The Suicide Squad                             | danser in de nachtclub   |
| 2022 | Thor: Love and Thunder                        | Mantis                   |
| 2022 | The Guardians of the Galaxy Holiday Special   | Mantis                   |
| 2023 | Guardians of the Galaxy Vol. 3                | Mantis                   |
| 2023 | Mission: Impossible – Dead Reckoning Part One | Paris                    |
| 2025 | Mission: Impossible – The Final Reckoning     | Paris                    |
| 2025 | Superman                                      | Superman Robot #5 (stem) |

### Televisie
| Jaar | Productie          | Rol        |
| ---- | ------------------ | ---------- |
| 2009 | Pigalle, la nuit   | Sandra     |
| 2019 | Black Mirror       | Roxette    |
| 2020 | Westworld          | Martel     |
| 2020 | Acting for a Cause | Alex Goran |